# ウィーン工科大学

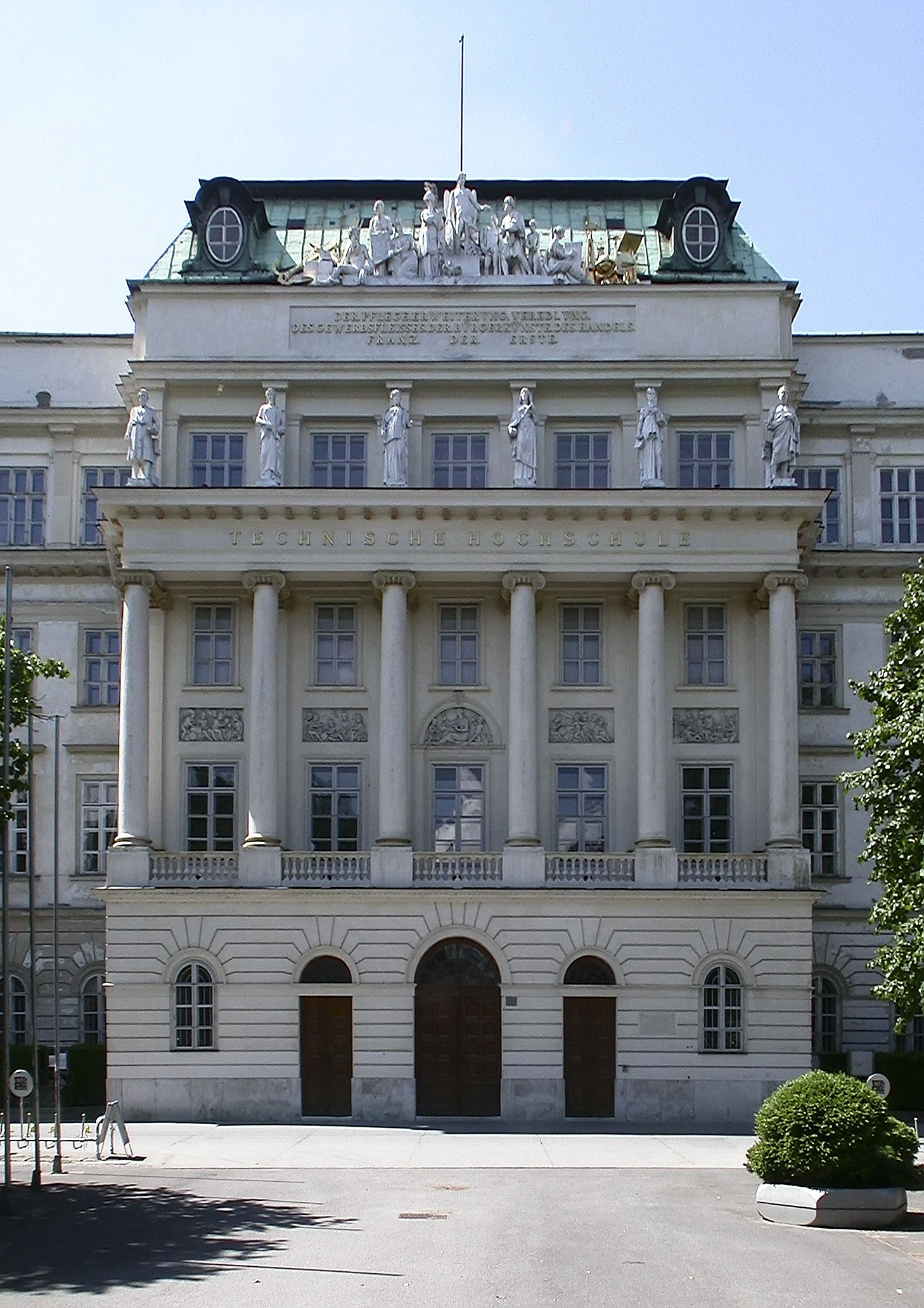
本館

ウィーン工科大学（ウィーンこうかだいがく、独: Technische Universität Wien、英: Vienna University of Technology、略称: TU Wien/TUW）は、オーストリアの首都ウィーンにある国立大学。QS世界大学ランキング2022で、コンピュータサイエンス＆情報システムの科目ランキングでオーストリア国内トップ、世界で74位となっており、ヨーロッパの工科大学ではトップ10前後の名門校である。

## 歴史
1815年に初代オーストリア皇帝のフランツ1世により、帝国王立高等工業学校(K.K. Polytechnische Institut)として創設された。初代学長はオーストリアにおける技術教育の先駆者といわれるヨハン・ヨーゼフ・フォン・プレヒトルである。1872年に帝国王立工科大学(K.K. Technische Hochschule)となり、1975年に現在のウィーン工科大学(Technische Universität)に改称した。

## 学部
数学/地球情報学部、物理学部、化学工学部、情報科学部、土木工学部、建築学部、機械/経営工学部、電気工学/情報技術学部
2015年冬学期の学生数は29,141人。大学には8つの学部が設置されており、工学と自然科学の分野を中心に研究と教育が行われている。

## 在学していた主な人物
- クリスチャン・ドップラー - 物理学者。ドップラー効果の発見者。
- オットー・ワーグナー - 建築家。
- ヨハン・シュトラウス2世 - 音楽に専念するために中退。のち音楽家に。
- ヨーゼフ・シュトラウス - 上記人物の弟。卒業後に技師、のち音楽家に。
- フリッツ・ラング - 映画監督。
- ルドルフ・シュタイナー - 人智学の提唱者。
- フランツ・フィーベック - ウィーン出身のオーストリアの電気工学者で、同国初の宇宙飛行士。
- アナ・キーゼンホファー - オーストリアの数学者・自転車選手。2020年東京オリンピックの自転車競技の女子ロードレース金メダリスト。

## 日本の学生交流協定校
- 東京大学
- 東京工業大学
- 北海道大学
- お茶の水女子大学
- 金沢大学
- 静岡大学
- 名古屋工業大学
- 京都工芸繊維大学
- 早稲田大学
- 慶應義塾大学
- 東京理科大学
- 芝浦工業大学
- 大阪工業大学
- 同志社大学
- 立命館大学